# ساکنان برهوت
ساکنان برهوت (انگلیسی: The Badlanders) یک فیلم سرقت در سبک وسترن است به کارگردانی دلمر دیوز که در سال ۱۹۵۸ منتشر شد. از بازیگران آن می‌توان به الن لاد، ارنست بورگناین، کتی هورادو، رابرت امهارت و کنت اسمیت اشاره کرد.